# Blaine Wilson
Blaine Wilson (Columbus, 3 de agosto de 1974) é um ex-ginasta norte-americano que competiu em provas de ginástica artística.
Blaine fez parte da equipe olímpica norte-americana que disputou os Jogos Olímpicos de Atlanta, em 1996. Neles, foi décimo no individual geral e quinto por equipes, em Sydney 2000, conquistou o sexto lugar no individual e no salto sobre o cavalo e o quinto por equipes. Quatro anos mais tarde, nos Jogos de Atenas, ao lado de Morgan Hamm, Paul Hamm, Jason Gatson, Brett McClure e Guard Young, encerrou medalhista de prata na prova coletiva, superado pela equipe do Japão. Individualmente, só atingiu nota para a 53ª colocação geral.